# Eleonore Agnes Raben
Eleonore Agnes Raben, gift grevinde Scheel (24. marts 1743 i København – 21. august 1808 på Ulstrup) var en dansk adelsdame.
Hun var datter af Christian Frederik Raben og Berte Scheel von Plessen. 18. februar 1765 ægtede hun i Christiansborg Slotskirke grev Christen Scheel (1743-1771). Hun var hofdame hos Prinsesse Sophie Magdalene. Hun blev 1766 dame de l'union parfaite.
Hun er begravet i Auning Kirke.
Statens Museum for Kunst har et portrætmaleri af hende, malet 1768 af Peder Als.